# The Power of One (soundtrack)
The Power of One is de originele soundtrack van de gelijknamige film uit 1992, geregisseerd door John G. Avildsen. De filmmuziek op het album werd gecomponeerd door Hans Zimmer en uitgebracht op 10 mei 1992 door Elektra Records.

## Achtergrond
Het album bevat naast de filmmuziek van Zimmer ook nog tracks van andere artiesten. Deze soundtrack inspireerde Zimmer om Disney's The Lion King in 1994 samen te stellen. Zimmer gebruikte  traditionele Afrikaanse muziek, met Lebo M in het koor, net als bij The Lion King.

## Tracklijst
Alle muziek is geschreven door Hans Zimmer, tenzij anders vermeld.
1. The Rainmaker (7:46)
2. Mother Africa (6:19)
3. Of Death & Dying (4:11)
4. Limpopo River Song - The Bulawayo Church Choir (1:54) (geschreven door David Khabo)
5. The Power of One - Teddy Pendergrass (5:17) (geschreven door Johnny Clegg)
6. Woza Mfana (1:56)
7. Southland Concerto (2:26) (geschreven door Johnny Clegg)
8. Senzenina (1:48) (geschreven door Johnny Clegg)
9. Penny Whistle Song (2:14)
10. The Funeral Song - The Bulawayo Church Choir (1:42) (geschreven door David Khabo)
11. Wangal' Unozipho - The Bulawayo Church Choir (3:24) (geschreven door David Khabo)
12. Mother Africa Reprise (8:02)

## Personeel
- Lebo M, Thuli Dumakudo, Ntomb'khona Dlamini, Abner Mariri, Carmen Twilly, Ringo Mad Lingozi, Stella Khumalo & Mandisa Dianga – Vocalist
- Mike Fisher – Percussie
- Solly Letwaba – Basgitaar
- Brice Martin – Fluit
- Duzi Magwaza –  Pennywhistle
- Tim Pierce – Gitaar
- Tom Regis – Keyboard
- Hans Zimmer – Keyboard